# Peter Wahlberg
Peter Erik Axel Wahlberg, född 4 april 1929 i Helsingfors, död 9 juli 2023 i Mariehamn, var en finländsk läkare, specialist i invärtes medicin.
Wahlberg blev medicine och kirurgie doktor 1955. Han verkade som biträdande lärare vid IV medicinska kliniken vid Helsingfors universitet 1965–1968 och som överläkare för medicinska avdelningen vid Ålands centralsjukhus 1956–1965 och 1969–1992 samt var 1971–1984 chefsläkare vid sjukhuset; docent i inre medicin vid Helsingfors universitet 1967–1992.
Wahlbergs vetenskapliga arbeten har främst gällt sköldkörtelns sjukdomar samt Kumlingesjukan och Lyme-borrelios. Han är också känd för sina insatser för vården av det svenska språket i medicinen, bland annat som medlem av Svenska läkaresällskapets kommitté för medicinsk språkvård 1988–2002, och han har varit en central gestalt i det nordiska medicinska samarbetet bland annat som långvarig medlem av redaktionen för Nordisk Medicin.
Åren 1968–1975 var Wahlberg ordförande för Landskapsföreningen Folkhälsan på Åland och sedan 1971 har han varit styrelsemedlem i Ålands kulturstiftelse. Han fick J. W. Runebergs pris år 1956 och förlänades professors titel 1982. För sina insatser för den medicinska svenskan belönades han 2003 med Bengt I. Lindskogs språkpris.
Peter Wahlberg var son till läkaren Johannes Wahlberg.

### Webbkällor
- Pettersson, Tom: Wahlberg, Peter i Uppslagsverket Finland (webbupplaga, 2012). CC-BY-SA 4.0